# Joseph Farigoul
Joseph Farigoul est un chef de musique militaire et compositeur français né le 13 janvier 1860 à Montpellier et mort le 17 juillet 1933 à Vichy.

## Biographie
Joseph Marie Farigoul naît le 13 janvier 1860 à Montpellier,.  
Il reçoit de son père, maître de chapelle à la cathédrale de Montpellier, sa première éducation musicale, puis se perfectionne au conservatoire de Toulouse, où il obtient un premier prix d'harmonie en 1884. La même année, il est reçu sous-chef de musique militaire, puis chef de musique en 1887.  
En 1893, il devient chef de la Musique des équipages de la flotte de Brest, où il effectue toute sa carrière, jusqu'à sa retraite, en 1919. 
En 1898, il est nommé officier d'académie dans l'ordre des Palmes académiques, puis chevalier dans l'ordre de la Légion d'honneur en 1906. Il donne des cours d'harmonie et encourage de jeunes musiciens bretons, comme Paul Le Flem. Il se retire ensuite à Vichy, où il meurt le 17 juillet 1933,.   
Comme compositeur, il est l'auteur de nombreuses marches militaires et pièces originales pour orchestre d'harmonie, de plusieurs chœurs, dont le Pardon de Bretagne, sur un texte de Théodore Botrel, ainsi que deux opérettes, La Marquise amoureuse et Les Deux cochers. 